# Acacia cambagei
Acacia cambagei é uma árvore endêmica da Austrália, com habitat nas regiões áridas e semi-áridas do estado de Queensland, mas estendendo-se até o Território do Norte, Austrália do Sul e noroeste de Nova Gales do Sul. Cresce até 12 metros de altura e pode formar extensas coberturas de mata.
Seu nome homenageia o botânico australiano Richard Hind Cambage.